# Raujivka
Raujivka (en ucraniano: Раухівка) es un pueblo ucraniano perteneciente al óblast de Odesa. Situado en el suroeste del país, forma parte del raión de Berezivka y del municipio (hromada) de homónimo.

## Toponimia
El nombre del asentamiento en ruso es Raujovka (en ruso: Рауховка). 

## Geografía
Raujivka está 5 km al sur de Berezivka.  

## Historia
El asentamiento fue fundado en terrenos propiedad del teniente general Otton Egorovich Rauch durante la construcción de una estación de ferrocarril en la ruta Odesa-Moscú. 
Durante la Segunda Guerra Mundial, el asentamiento fue ocupado por los nazis, que organizaron un aeropuerto militar cerca del pueblo y, entre diciembre de 1943 y enero de 1944, fue el cuartel general del 53.er escuadrón de bombarderos  de la Legión Cóndor. El 1 de abril de 1944, Raujivka fue tomada por el Ejército Rojo. El pueblo de Raujivka pasó a llamarse Dimivka en 1945 y en la década de 1970, se construyeron una nueva pista, hangares, un centro de control de vuelo y el asentamiento se llamó Berezovka-2.
El lugar tiene el estatus de asentamiento de tipo urbano desde 1998, pero ese mismo año se disolvió la guarnición militar resultante Berezivka-2.En 2023, Raujivka perdió el estatus de asentamiento de tipo urbano en la legislación ucraniana debido a la eliminación de este estatus administrativo.

## Demografía
La evolución de la población de Raujivka entre 2001 y 2022 fue la siguiente:
| 2553                                                          | 2603 | 2691 | 2715 | 2711 | 2626 |
| (Fuente: Cities & Towns of Ukraine y UKRAINE: Größere Städte) |      |      |      |      |      |

Según el censo de 2001, la lengua materna de la mayoría de los habitantes, el 64,85%, es el ucraniano; del 31,74% es el ruso y del 1,07%, el rumano.

## Infraestructura

### Transporte
La estación de tren de Raujivka está en el ferrocarril que conecta Odesa a través de Berezivka con Tokárivka y más allá con Mikolaiv y Kropivnitski. El asentamiento tiene acceso por carretera a Odesa y Voznesensk, así como a la autopista M05 que conecta Kiev y Odesa.  